# Andromeda Tonks
Andromeda Tonks (rođena Black) (o. 1953.) imaginarni je lik iz serije romana o Harryju Potteru. Majka je Nymphadore Tonks i supruga čarobnjaka rođnog u bezjačkoj obitelji Teda Tonksa. Čistokrvna je vještica, kćer Cygnusa i Druelle Black (r. Rosier) i sestra Bellatrix Lestrange i Narcisse Malfoy. Njezino je ime spaljeno na tapiseriji na Grimmauldovom trgu br. 12 koja pokazuje obiteljsko stablo Blackovih zato što se udala za Teda Tonksa, čarobnjaka bezjačkog porijekla. Walburga i Orion Black njezini su teta i tetak s majčine strane, a Sirius i Regulus Black njezini su bratići. Sirius nikad nije upoznao njezinu obitelj (nakon braka) zbog boravka u zatvoru Azkaban.

## Uloga u priči
Andromeda je spomenuta u Harryju Potteru i Redu feniksa kao Nymphadorina majka i Siriusova najdraža sestrična od tri sestre Black. Međutim, ne pojavljuje se osobno sve do početka Harry Potter i Darovi smrti. Veoma sliči svojoj sestri Bellatrix (čak toliko da je Harry gotovo napadne kad je prvi put ugleda), ali je njezin izgled ipak dobroćudniji te ima smeđu, a ne crnu kosu kao Bellatrix.
Nije mnogo toga poznato o njezinoj osobnosti, osim da ima talent za izvođenje kućanskih čarolija te je uredna, za razliku od supruga i kćeri, te da je odgovorna za ime koje nosi njezina kćer, "Nymphadora". Iako Remus Lupin vjeruje da su Andromeda i Ted nezadovoljni kćerinom odlukom da se uda za vukodlaka, u knjigama nikad nisu izrazili takav stav. Nymphadora je barem tijekom jednog dijela trudnoće živjela sa svojim roditeljima te je rodila Andromedinog unuka, Teddyja Remusa Lupina, u njihovom domu. Nakon što njezin suprug, kćer i zet umru, ona se nastavlja brinuti za svog unuka.